# Katav
Le Katav (en russe : Катав, en bachkir: Ҡытау) est une rivière de l'Oural méridional (Russie), qui se jette dans l'Iouriouzan par la rive gauche à Oust-Katav, et fait donc partie du système hydrologique de la Volga, par l'Oufa, la Belaïa, et la Kama. 

## Géographie
Sa longueur est de 95 km.

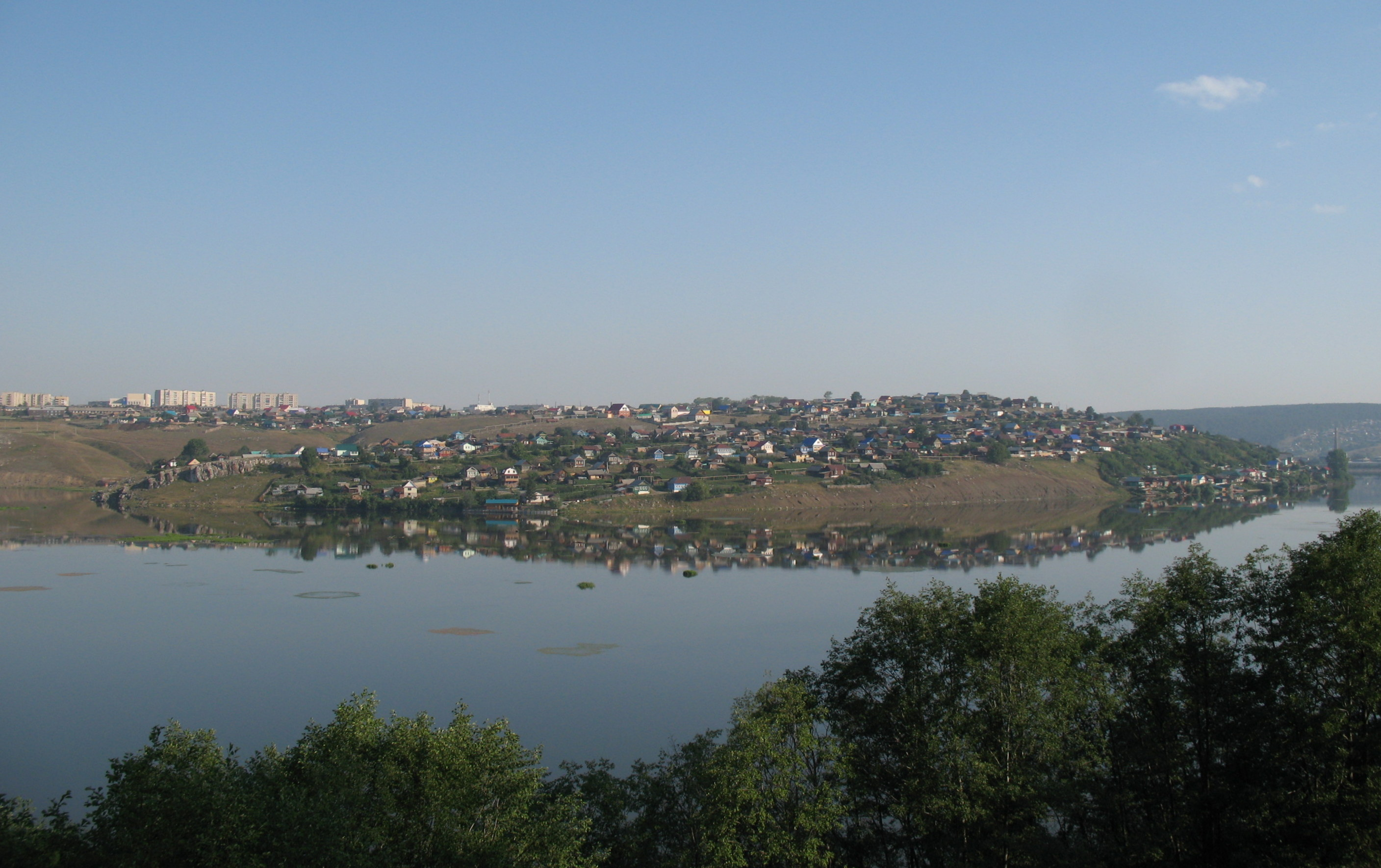
Vue de Oust-Katav depuis le barrage sur le Katav en 2012

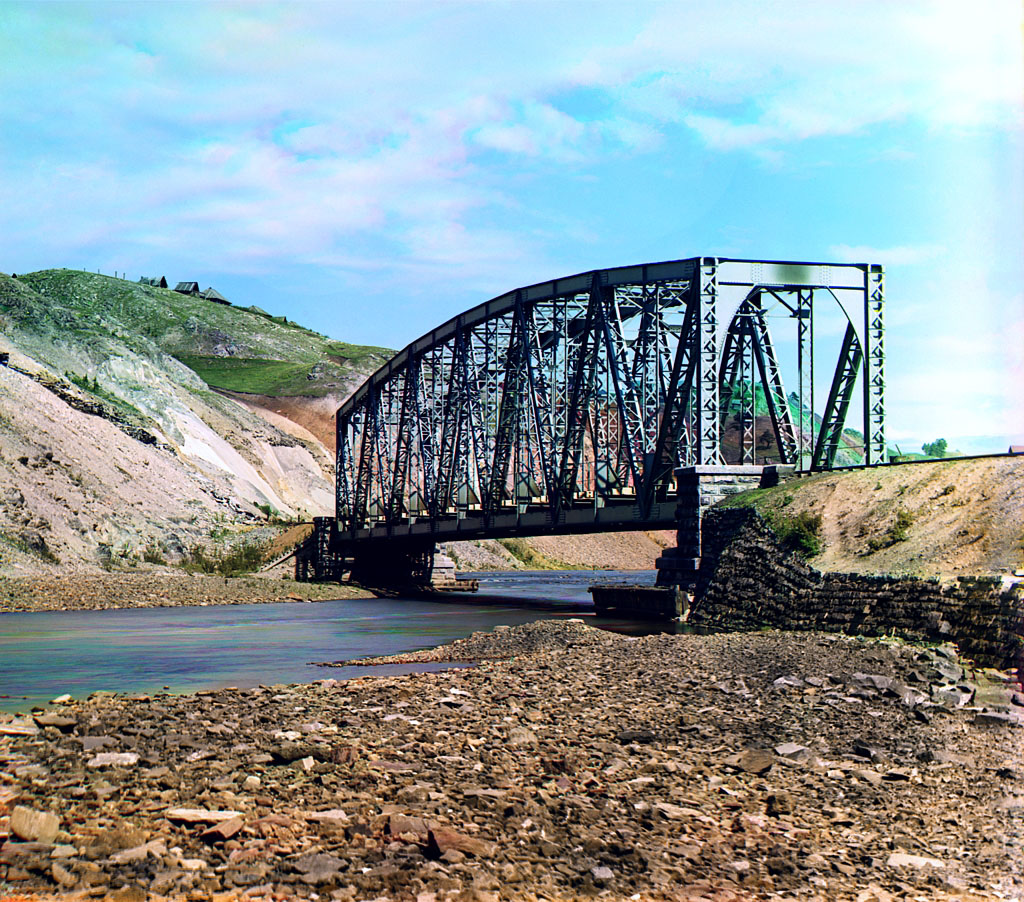
Pont sur le Katav en 1910

Le Katav traverse l'oblast de Tcheliabinsk et la république de Bachkirie. Son cours comporte des rapides, et au long de ses rives on trouve une dizaine de grottes de petite taille. C'est un lieu de pêche sportive. Il forme de petits lacs à Katav-Ivanovsk et Oust-Katav.

## Hydrographie
Le bassin versant du Katav est de 1 100 km2.